# Glaukerpeton
Glaukerpeton — викопний рід темноспондилів родини Eryopidae, що існував території США за пізнього кам‘яновугільного періоду.

## Історія вивчення
Вперше Glaukerpeton avinoffi було описано Ромером (1952) на основі CM 8539, погано збереженого черепа із пізньопенсильванських покладів Піттсбургу, Пенсільванія. Окрім голотипу, Ромер також відніс до цього таксона численні ізольовані кістки з тієї ж локації, раніше ідентифіковані як Eryops. Вон (1958) визнав діагностичні ознаки, запропоновані Ромером для G. avinoffi, недостатніми для родового розділення, припускаючи, що відмінності між Glaukerpeton та Eryops могли бути наслідком молодого віку голотипу G. avinoffi чи тафономії, після чого упродовж декількох десятиліть більшість авторів розглядали Glaukerpeton як молодший синонім Eryops. Проте Вернебург та Берман (2013), провівши ретельне дослідження CM 8539 та CMNH 11025, майже цілого черепа із нижніми щелепами та частково збереженим посткраніумом, знайденого в пенсильванських покладах Західної Вірджинії та вперше описаного Мерфі (1971) як Eryops cf. E. avinoffi, дійшли висновку, що Glaukerperon є валідним родом, близько спорідненим проте відмінним від Eryops. Проведені пізніше філогенетичні аналізи підтвердили, що G. avinoffi належить до примітивних еріопід, відносно віддалено споріднених із Eryops.